# Julia Montoussé Fargues
Julia Montoussé Fargues (?? - Avilés, Astúries, 27 de setembre de 1971) inventà, juntament amb la seva filla Julia Rodríguez-Maribona, el pal de fregar, anys abans que es procedís a fabricar industrialment.
Aquesta catalana d'origen francès que estiuejava amb la seva família a Salinas, Castrillón, una villa balneària d'Astúries, es casà amb Abilio Rodríguez de Maribona Muñiz, un industrial d'Avilès, on visqué ella mateixa també des d'aleshores.

## El seu invent
Juntament amb la seva filla, Julia Rodríguez-Maribona, van dissenyar un dispositiu de neteja que combinava galleda, pal i drap, que posteriorment va ser conegut com a pal de fregar. Val a dir que a mitjans dels anys cinquanta del segle xx, quan elles van idear i fabricar el seu artilugi, eren les dones les que fregaven habitualment els terres i ho feien agenollades, escorrent a mà la baieta en un cubell, en una posició que propiciava problemes de salut.
Per a aquest invent van obtenir el 1953 el model d'utilitat n.º 34.262 (un dret que se sol·licita i es concedeix a una invenció per protegir-la i que impedeix a tercers utilitzar-la comercialment, sense autorització), amb el títol "Dispositiu acoblable a tota classe de recipients com ara cubells, galledes, poals, calderes i similars, per facilitar el fregat, rentat i eixugada de pisos, sòls, passadissos, sòcols i locals en general". Julia Montousssé i la seva filla van sol·licitar aquest tipus de patent el 19 de juny i es concedí l'1 d'agost de 1953.
Onze anys més tard el disseny va ser adquirit per la fàbrica d'articles d'ús domèstic Manufacturas Rodex, de l'enginyer Manuel Jalón, que el va millorar, patentar i fabricar. Sovint se li ha atorgat erròniament el reconeixement de l'invent per la patent d'invenció n.º 298.240 que va registrar el 1964, i basant-se en aquesta diferència jurídica entre model d'utilitat i patent d'invenció. Però, tot i que Julia Montoussé Frages i Julia Rodríguez-Maribona, no tenint cap intenció empresarial, van optar per un registre de model d'utilitat, molt més econòmic que la patent d'invenció i d'un abast només nacional, elles són les que van inventar el pal de fregar onze anys abans que es fabriqués industrialment. Així ho recull també l'Oficina Espanyola de Patents i Marques en el catàleg titulat 200 años de patentesː «Entre els nombrosos antecedents del pal de fregar hi ha patents de dones com la registrada el 1953 per Julia Montoussé Fargues i Julia Rodríguez-Maribona.[…] A la llum del que ens mostra el plànol adjunt no pot qualificar-se d'altra cosa que d'un autèntic pal de fregar molt anterior al famós de Manuel Jalón».